# SCUM Manifesto

SCUM Manifesto est un manifeste féministe écrit, auto-édité et diffusé par colportage à partir d'octobre 1967 par la New-Yorkaise Valerie Solanas. Initialement passé inaperçu, il est publié en août 1968 par Maurice Girodias pour Olympia Press, aux États-Unis, après la soudaine célébrité de son autrice suivant sa tentative d'assassinat d'Andy Warhol. Bien que l'ouvrage soit quelquefois présenté comme une manifestation de la paranoïa du féminisme radical (le manifeste appelle à la rébellion des femmes et à l'éradication des hommes), son ton parodique violent est analysé comme une satire inversée des thèses freudiennes de la féminité.

## Création et histoire
Selon une légende tenace, le manifeste serait titré selon l'acronyme (inventé par Girodias) du nom d'une hypothétique organisation (SCUM, pour « Society for Cutting Up Men », c'est-à-dire « société pour tailler en pièces les hommes » ou « pour émasculer les hommes », selon les traducteurs). Cette théorie est toutefois contestée par l'autrice elle-même, et aucune mention de cette expression n'apparaît dans ses travaux. En argot américain, scum est polysémique, et peut signifier « crasse, excrément, racaille, salaud ».
Valerie Solanas a été inculpée pour une tentative de meurtre sur Andy Warhol le 3 juin 1968 (accusée de tentative de meurtre, d'attentat et de possession illégale d'une arme à feu). En août, elle a été déclarée irresponsable et internée au Ward Island Hospital. Lors de son interpellation, elle a déclaré à la foule des journalistes et de la police : « Lisez mon manifeste et il vous dira qui je suis. »
Dans un entretien paru le 25 juillet 1977 dans l'hebdomadaire The Village Voice, elle a déclaré que c'était « juste une figure de style. Il n'y a pas d'organisation appelée SCUM. […] les femmes qui pensent d'une certaine manière sont dans le SCUM. Les hommes qui pensent d'une certaine manière font partie des auxiliaires masculins de SCUM. »

## Réception par les féministes dans les années 1970
Le pamphlet passe totalement inaperçu lors de ses premières éditions, et il faut attendre l'initiative marketing de sa publication après la tentative de meurtre sur Warhol pour qu'il soit découvert.
Valerie Solanas ne se considérait elle-même pas comme féministe et méprisait les associations féministes. Il n'empêche que son SCUM Manifesto est souvent regardé comme un texte fondateur du féminisme radical, analyse parfois réfutée, la philosophe Manon Garcia notant par exemple : « SCUM est un texte radical et fondateur mais il ne relève pas du "féminisme radical" au sens strict tel que l’incarne Andrea Dworkin par exemple ». L'autrice d'un ouvrage sur le féminisme radical relève que lorsque quelques-unes d'entre elles tentent d'ériger l'ouvrage de Solanas comme représentatif du féminisme, elles sont fortement contestées par leurs paires, en raison du hiatus entre la position de Solanas, qui promeut les relations entre « femmes indépendantes » et le refus des relations sexuelles, « refuge des sans-esprits », et la position majoritaire prévalente chez la plupart des féministes du pays.

## Usages et références auSCUM Manifestodans la culture

### Au cinéma
Andy Warhol a produit en 1971 un film intitulé Women in Revolt qui est une satire de l'ensemble de ces événements. Un groupe similaire au SCUM de Valerie Solanas y est intitulé PIG, acronyme de Politically Involved Girlies qu'on peut traduire par Femmes Impliquées Politiquement (pig, « porc » en anglais est une insulte courante pour désigner un homme sexiste).
Le travail créateur de Valerie Solanas et ses rapports avec Andy Warhol sont dépeints dans le film de 1996 I Shot Andy Warhol (J'ai tiré sur Andy Warhol), dont une partie significative se rattache au SCUM Manifesto et aux conflits de Valerie Solanas avec Andy Warhol sur des notions de paternité littéraire ainsi qu'à la deuxième vague féministe.
Scum Manifesto est également un film vidéo de 1976 réalisé par Carole Roussopoulos et Delphine Seyrig où des passages du manifeste sont lus, appelant à sa réédition en français,.
L'histoire de la vie de Solanas fut brièvement racontée dans la série américaine d'horreur American Horror Story (dans la saison 7), parlant ainsi de la place des femmes dans la société.

### En littérature
La sororité, c'est le pouvoir (une collection d'écrits féministes éditée par Robin Morgan en 1970) contient des extraits du SCUM Manifesto.
En 1974, l'écrivain français Robert Merle décrit dans son roman dystopique Les Hommes protégés une société dans laquelle la SCUM a pris le pouvoir, s'appuyant en grande partie sur le contenu du manifeste pour en décrire les conséquences.
L'autrice suédoise Sara Stridsberg a consacré un ouvrage, Drömfakulteten (La Faculté des rêves, 2006), à la vie fictionnalisée de Valérie Solanas. Elle y cite de nombreux extraits célèbres du SCUM Manifesto.
La nouvelle éponyme extraite du recueil de nouvelles de Michael Blumlein intitulée The Brains of Rats (Le cerveau des rats) utilise le SCUM Manifesto pour illustrer la haine du protagoniste mâle par rapport à lui-même et à son genre.
Michel Houellebecq a publié une postface mi-ironique mi-admirative au SCUM Manifesto dans une traduction française d'Emmanuèle de Lesseps parue en 2005.
Virginie Despentes cite le SCUM Manifesto comme étant le point de départ du basculement féministe d’un de ses personnages dans son livre Cher Connard (2022). Le personnage Zoé Katana dit : « Moi je suis féministe avec Valérie Solanas. C’est son Scum Manifesto qui m’a fait basculer. J’ai laissé la honte derrière moi comme un manteau dont je n’avais plus l’usage » (page 84).
Françoise d'Eaubonne écrit, dans les années 1970, La Trilogie du Losange, romans de science-fiction écoféministes. Cette trilogie prend place dans un futur débarrassé des hommes, tel qu'imaginé dans le pamphlet SCUM Manifesto. Cette filiation est clairement assumée dans le tome 2, Les Bergères de l'apocalypse :
« Mais, Valerie Solanas, c'est vers toi que vole mon coeur ; car la scorpionne qui rêva de sexocide et de supprimer la vieillesse et la mort, née à l'ombre des gratte-ciel (comme Blanche-Neige l'imaginée) mourut sans savoir qu'elle léguait le nom de son Manifeste à la loi qui devait réaliser son rêve, "SCUM", et lancer, sur les cendres des androcées, l'Édification du Losange » (page 35-36).

### Au théâtre
Même si beaucoup de créations citent le texte, rares sont ses adaptations théâtrales.

- Scum Attitude de la Compagnie Mercure, adapté et mis en scène par Xavier Fernandez-Cavada au Théâtre T/50 à Genève (2011).
- Scum Manifesto, performance mise en scène par Stéphane Arcas au Théâtre de la Balsamine (2011).
- SCUM Rodeo de Mirabelle Rousseau et Sarah Chaumette, Sujets à Vif, Avignon, 2013.

### En musique
Valerie Solanas est citée dans les notes du livret du premier album des Manic Street Preachers, Generation Terrorist. De plus, leur morceau Of Walking Abortion tire son nom d'un extrait du manifeste. Sur l'album The Rose Has Teeth in the Mouth of a Beast de Matmos, un des morceaux se nomme Tract for Valerie Solanas et comprend des extraits du Manifesto. Le groupe de rock britannique S.C.U.M. tire son nom du Manifesto.
L'artiste japonais Merzbow a produit dans les années 1980 quatre albums faisant partie du projet SCUM, en référence à l'ouvrage de Solanas : Scissors For Merzbow, Scan Has Undergone Several Minor Revisions, Steelcum et Severance.

## Éditions en français
- Valerie Solanas (trad. Emmanuèle de Lesseps), SCUM, La Nouvelle Société, coll. « Olympia », 1971 (1re éd. 1968), présentation de Christiane Rochefort, introduction par Vivian Gornick.
- SCUM (trad. Emmanuèle de Lesseps, nouvelle version), suivi de Valerie Solanas vivante (Dominique Fauquet), L'Unique et son ombre, 1987.
- SCUM Manifesto  (trad. Emmanuèle de Lesseps), Mille et une Nuits - Fayard, 2005 (1re éd. 1998), postface de Michel Houellebecq.
- SCUM Manifesto  (trad. Emmanuèle de Lesseps), Mille et une Nuits - Fayard, 2021 (1re éd. 1988), postface de Lauren Bastide